# 戰爭上古藝術
《戰爭上古藝術》是戴夫·莫里和巴里·默里設計、Evryware開發的電子遊戲，Brøderbund於1984年發行於MS-DOS和Apple II。一般視該遊戲為最早的即時策略遊戲或即時戰略遊戲之一。